# Las Vegas Metropolitan Police Department
Le Las Vegas Metropolitan Police Department (LVMPD) est formé le 1er juillet 1973, par la fusion du service de police de Las Vegas et du département du shérif du comté de Clark. La police metropolitaine dessert les limites de la ville de Las Vegas et les secteurs non constitués du comté de Clark (Nevada).  Actuellement, le LVMPD a plus de 5 100 agents en uniforme. Parmi ceux-ci, plus de 2 700 sont des policiers plus ou moins gradés.

## Histoire
Il est issu de la fusion du Las Vegas Police Department (police municipale de Las Vegas) et du Clark County Sherif Department (datant de 1908) intervenu en 1973.

## Organisation

### Personnels
Les policiers du LVPD sont, à l'instar des autres policiers américains, très bien payés. En effet, une recrue de la police de Las Vegas peut gagner de 4 097,60 $ à 5 800 $ brut par mois. Pour un lieutenant de police, le salaire peut monter à 10 000 $ brut par mois. Et enfin, pour un undersherrif, le salaire atteint même 16 200 $ brut par mois pour les plus anciens[réf. nécessaire].

## Moyens

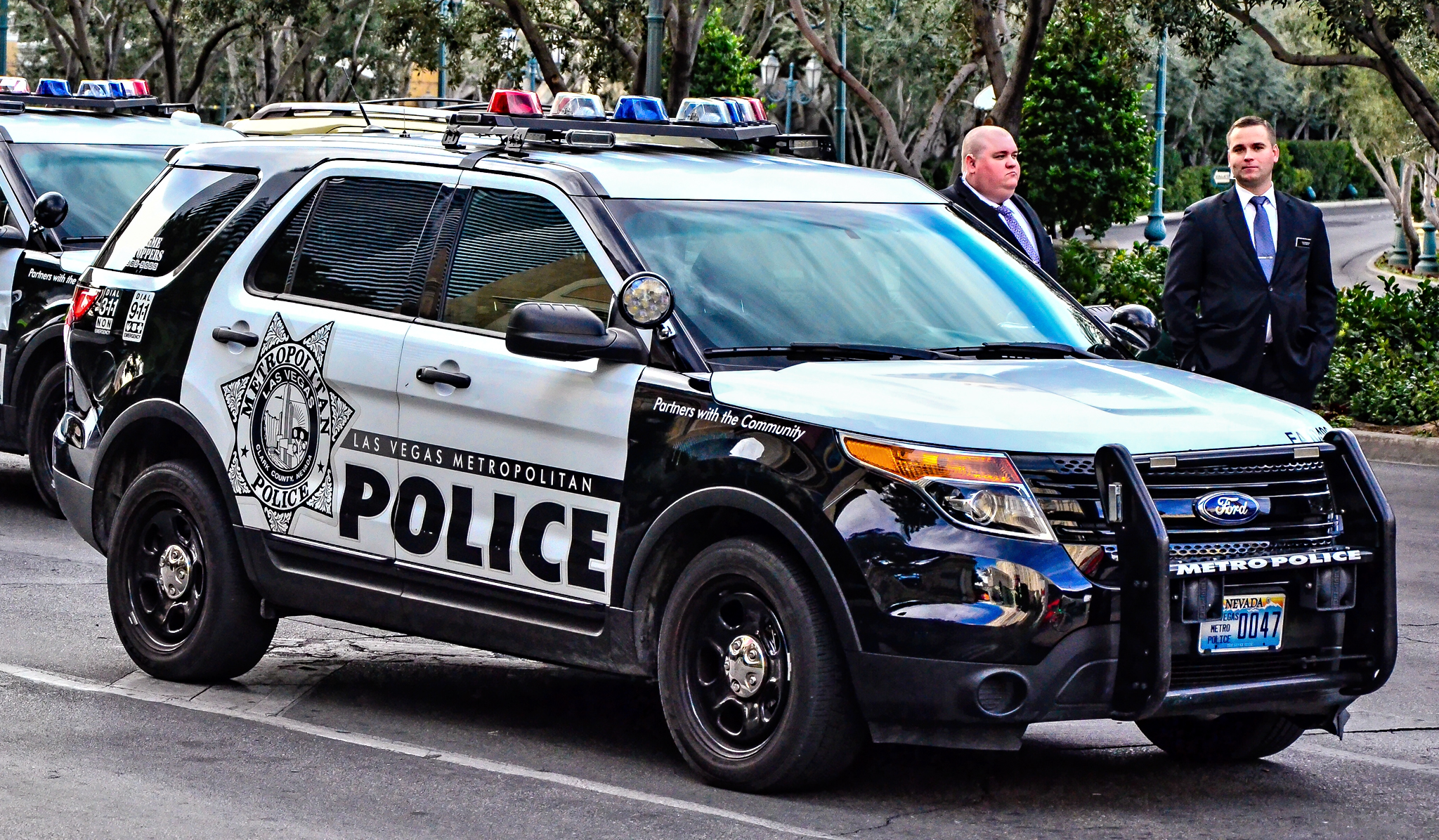
SUV du LVMPD.

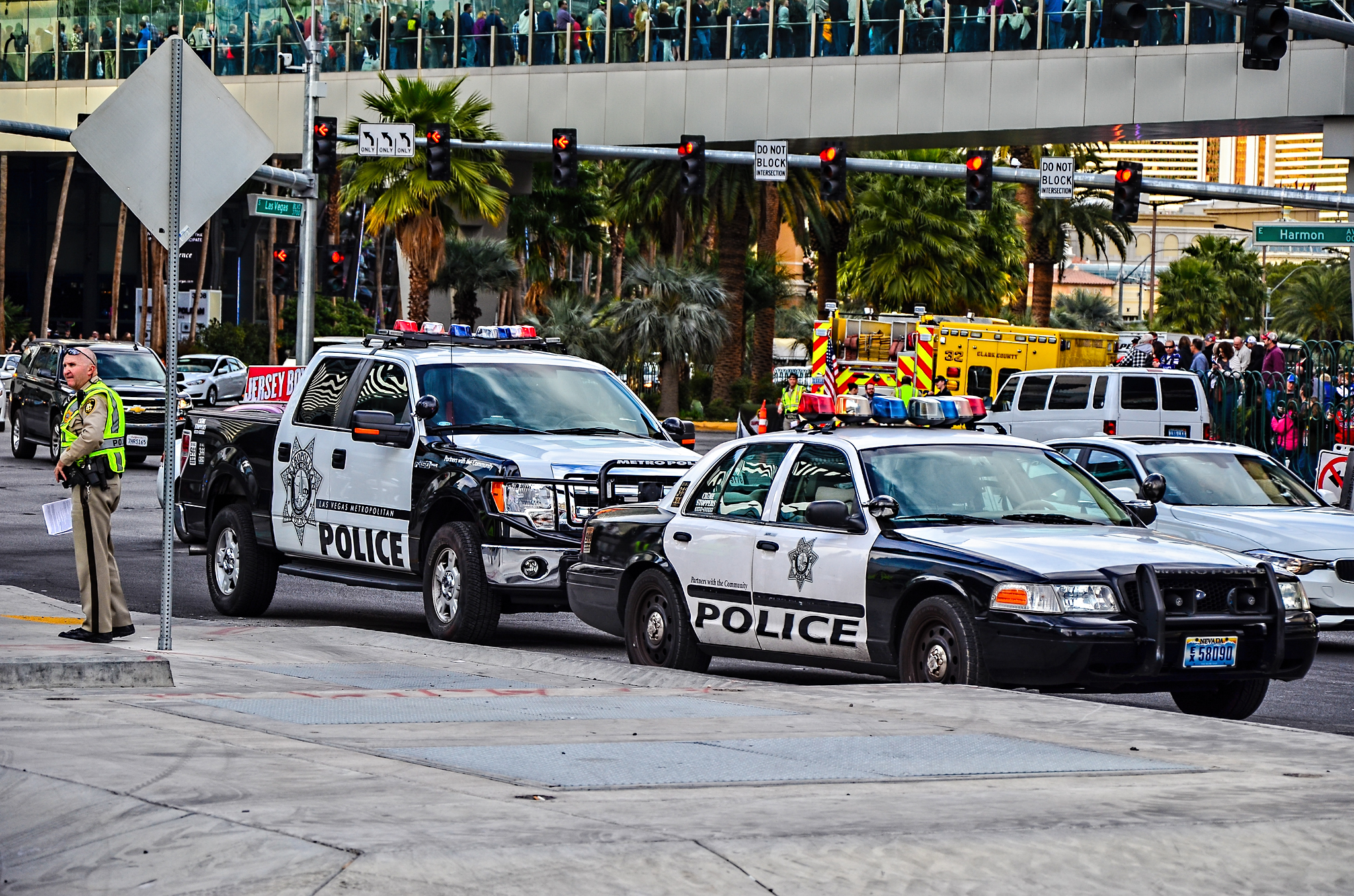
Véhicules du LVMPD.

Les moyens terrestres et aériens  de la police de Las Vegas sont les mêmes que ceux des autres départements de police. Néanmoins, les règles du LVMPD en matière d'armes de services lui sont propres

### Armements
Le LVMPD n'impose pas d'arme de service standard pour ses officiers  et celles-ci sont ainsi des achats personnels selon des critères stricts :
- Type : PA classique fonctionnant en double action/Double action obligatoire/Simple action. Canon de 9 à 15 cm. Finition classique (acier bronzé ou inox).
- Munition : 9 mm Parabellum, .40 S&W ou .45 ACP,
- Fabricants : PA  de marque Beretta, Colt, Glock, Kimber, Para-Ordnance, Wilson Combat, Unertl Ordnance, Heckler & Koch, Ruger, Sig Sauer, Springfield Armory, Steyr Mannlicher, ou Smith & Wesson.  Ainsi dès 1973, les policiers de Las Vegas purent utiliser des S&W Model 59 puis des S&W Model 559 (années 1980) et enfin des S&W Model 5906. Mais depuis les années 1990 la majeure partie des officiers du LVMPD ont choisi les Glock 22 tandis que les personnels en civil optent pour le Glock 23.[réf. nécessaire]

Une fois ces conditions remplies, l'officier du LVMPD subit 4 tests de qualification annuels pour garder son port d'armes. Cette épreuve s'effectue sur les pas de tir du  LVMPD John T Moran Tactical Firearms Training Facility localisé près de la  Nellis Air Force Base
Les véhicules de patrouille sont équipés de rateliers pour recevoir des fusils à pompe Remington 870 Police ou des carabines de police S&W M&P15 Tactical

## Dans la fiction
La présence de casinos et de la mafia italo-américaine dans cette ville entraîne la présence des policiers du LVMP dans de nombreux films, romans ou séries télévisées américaines.

### Télévision
- Dans Les Experts, ce sont les membres de la LVPD Homicide Unit (brigade criminelle), le détective Sofia Curtis et le capitaine Jim Brass qui le représentent. Le shérif est souvent mentionné dans les conversations, mais apparait peu. La série met en scène le LVPD erronément. D'après le site officiel du LVMPD, un technicien de scènes de crimes, comme ceux que l'on peut voir dans cette série, gagnent entre 4000 et 5 000 $ brut par mois, ce qui est moins que "les policiers de terrains"
- Dans Vegas : Le lieutenant Dave Nelson et le sergent Bella Archer du LVMPD fournissent souvent des renseignements (et inversement) au détective privé Dan Tanna.
- Dans Las Vegas (2003-2008), le détective Luis Perez du LVMPD intervient régulièrement.

### Cinéma
- L'Épreuve de force (titre français), réalisé par Clint Eastwood, sorti en 1977 ;
- L'Inconnu de Las Vegas (titre français) alias Onze hommes à minuit (titre belge), réalisé par Lewis Milestone, sorti en 1960 ;
- Ocean's Eleven, titre international du film de Steven Soderbergh, sorti en 2001, mais portant le titre L'Inconnu de Las Vegas au Canada en version francophone.